# Balkány
Balkány  este un oraș în districtul Nagykálló, județul Szabolcs-Szatmár-Bereg, Ungaria, având o populație de 6.682 de locuitori (2011). 

## Demografie
Componența etnică a orașului Balkány
     Maghiari (96,09%)
     Romi (2,97%)
     Necunoscut (0,32%)
     Alții (0,62%)
Componența confesională a orașului Balkány
     Greco-catolici (25,98%)
     Romano-catolici (25,04%)
     Reformați (21,46%)
     Fără religie (3,05%)
     Necunoscută (24,14%)
     Alte religii (0,81%)
Conform recensământului din 2011, orașul Balkány avea 6.682 de locuitori. Din punct de vedere etnic, majoritatea locuitorilor (96,09%) erau maghiari, cu o minoritate de romi (2,97%). Apartenența etnică nu este cunoscută în cazul a 0,32% din locuitori. Nu există o religie majoritară, locuitorii fiind greco-catolici (25,98%), romano-catolici (25,04%), reformați (21,46%) și persoane fără religie (3,05%). Pentru 24,14% din locuitori nu este cunoscută apartenența confesională.

## Monumente istorice
- Castelul Gencsy
- Castelul Gődény